# Franz Boll (Mediziner)

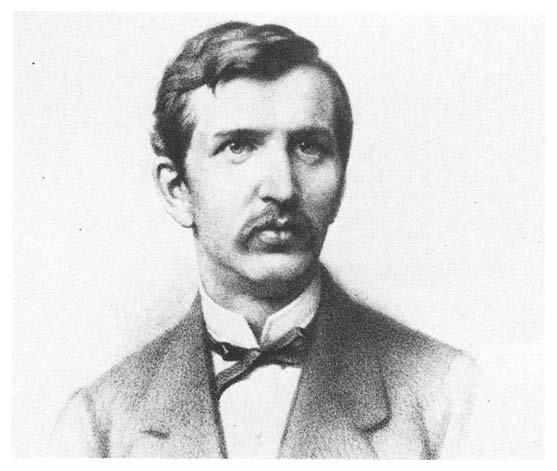
Franz Boll (der Jüngere)

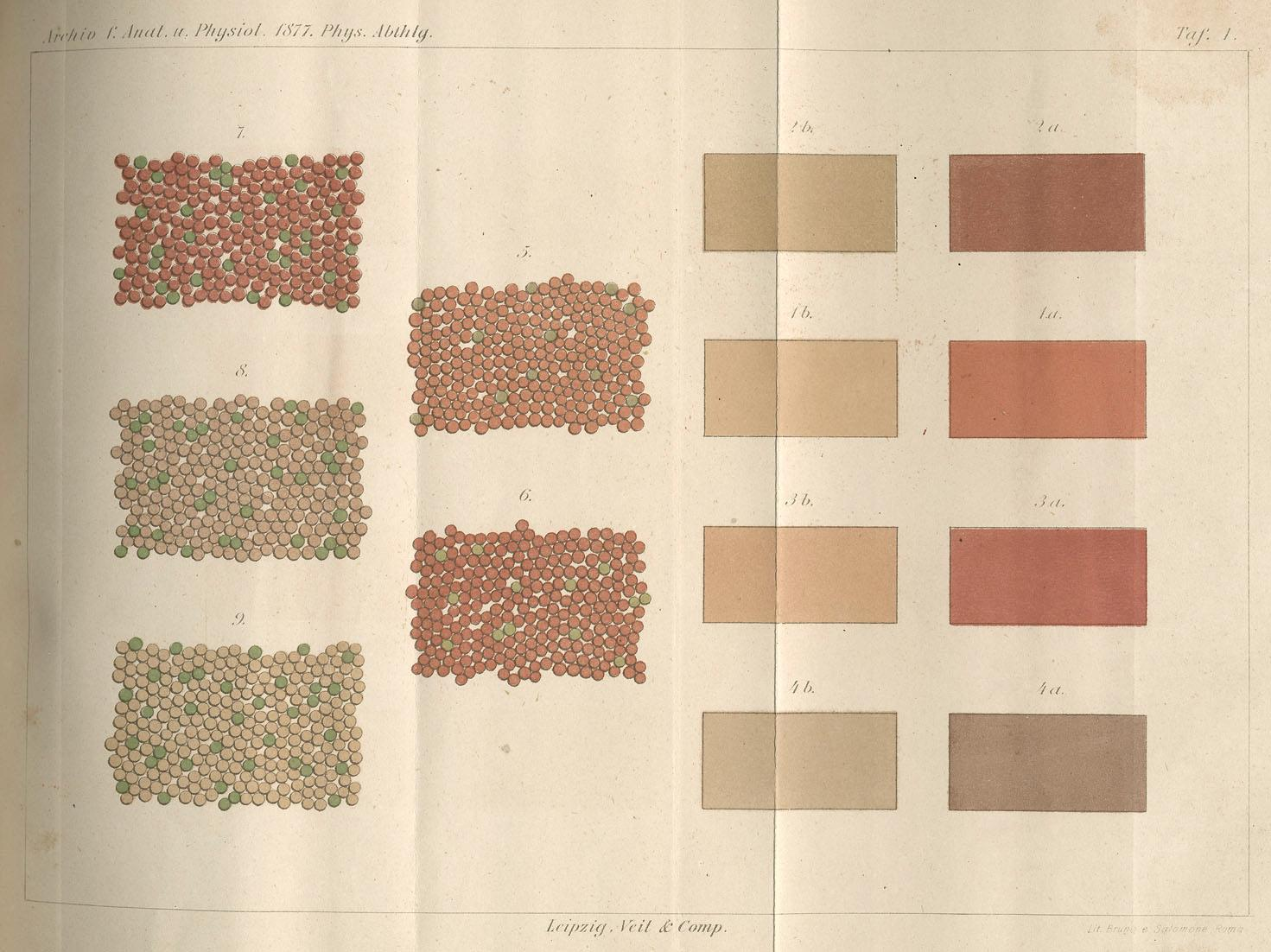
Darstellung aus einem Artikel von Franz Boll, in dem er darstellt, wie Licht den Sehpurpur ausbleicht.

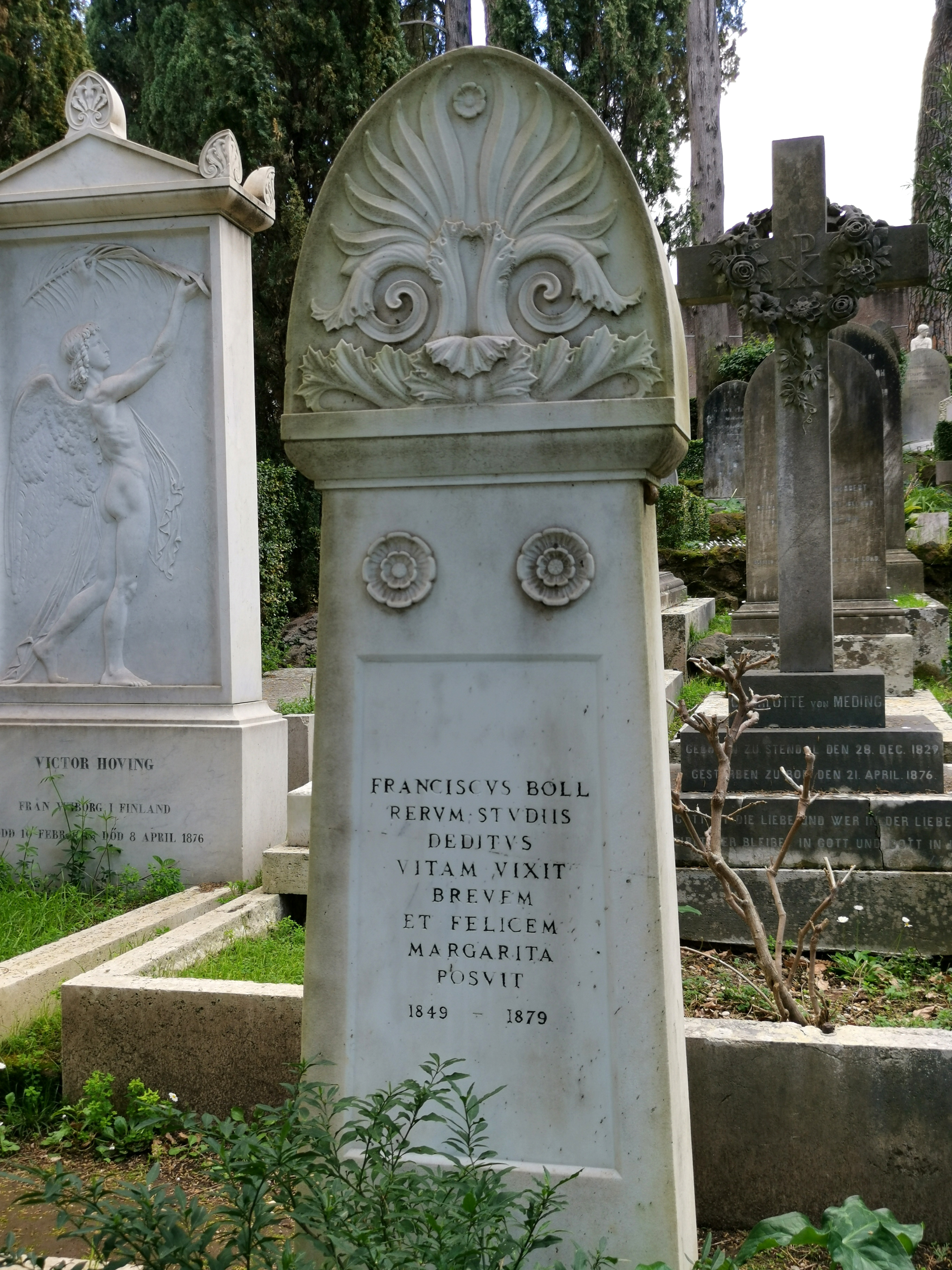
Grab auf dem Nichtkatholischen (Protestantischen) Friedhof Rom

Franz Christian Boll (* 26. Februar 1849 in Neubrandenburg; † 19. Dezember 1879 in Rom) war ein deutscher Mediziner und Physiologe. Er erkannte 1876 die Bedeutung von Rhodopsin (Sehpurpur) im Auge.

## Leben
Franz Boll wurde als viertes von sechs Kindern und einziger den Vater überlebender Sohn des Pastors und Historikers Franz Boll in der südostmecklenburgischen Vorderstadt Neubrandenburg geboren. Anfangs vom Vater selbst unterrichtet erhielt er eine ausgezeichnete Vorbildung und besuchte später das Neubrandenburger Gymnasium, wo er Ostern 1866 das Abitur bestand. Boll studierte ab 1866 Medizin an den Universitäten Bonn, Heidelberg und Berlin. Bereits als Student bei Max Schultze in Bonn veröffentlichte er mehrere histologische Arbeiten. 1869 wurde er in Berlin promoviert. Im folgenden Jahr bestand er das Staatsexamen und erhielt eine Stelle als Assistent im physiologischen Institut von Emil Heinrich Du Bois-Reymond.
Aus gesundheitlichen Gründen bemühte sich Boll in der Folgezeit um eine Anstellung in Italien. Nachdem er sich erfolglos um eine Professur in Genua beworben hatte, erhielt er 1873 unverhofft in Rom einen Lehrstuhl für Anatomie und vergleichende Physiologie. Dort publizierte er sowohl in deutscher als auch in italienischer Sprache. Seine Entdeckung des schon 1842 von August Krohn bei Cephalopoden beobachteten Sehpurpurs und Erkenntnis dessen Bedeutung 1876/1877 bildete die Grundlage für weitere Forschungen. Mit seinem Namen verbunden sind die Bollschen Zellen, auch Boll-Zellen, bei denen es sich um Korbzellen in der Tränendrüse handelt.
Franz Boll war seit 18. März 1879 mit Margarete Traube (1856–1912) verheiratet, Tochter des Berliner Arztes Ludwig Traube. Die kurze Ehe blieb kinderlos. Seine Witwe heiratete 1885 Professor Guglielmo Mengarini in Rom. Mit Bolls Tod war die männliche Linie seines Familienzweigs, der in drei aufeinander folgenden Generationen bedeutende Gelehrte hervorgebracht hatte, erloschen.

## Schriften (Auswahl)
- Untersuchungen über die Zahnpulpa. In: Archiv für mikroskopische Anatomie. Bd. IV
- Die Lorenzinischen Ampullen der Selachier. In: Archiv für mikroskopische Anatomie. Bd. IV
- Über den Bau der Thränendrüse. In: Archiv für mikroskopische Anatomie. Bd. IV
- Die Bindesubstanz der Drüsen. In: Archiv für mikroskopische Anatomie. Bd. V
- Beiträge zur vergleichenden Histiologie des Molluskentypus. In: Archiv für mikroskopische Anatomie. Supplement, Bonn 1869.
- Die Histiologie und Histiogenese der nervösen Zentralorgane. Berlin 1873
- Das Prinzip des Wachstums. 1876
- Anatomia e fisiologia della retina. Rom 1877
- Nach dem Tod des Vaters Herausgeber der letzten Lieferungen von dessen Chronik der Vorderstadt Neubrandenburg (1875) mit einer Würdigung von dessen Lebensleistung.